# День Македонского восстания 1941 года
День македонского восстания 1941 года (макед. Ден на востанието на Македонија) отмечается 11 октября. Он отмечает годовщину начала Македонского восстания против фашизма во время Второй мировой войны в Югославской Македонии. В СФРЮ этот день являлся национальным праздником в Социалистической Республике Македония, позже в Северной Македонии он также был объявлен государственным праздником. Этот день является нерабочим.

## История
Во время Второй мировой войны державы Оси вторглись в Королевство Югославия. 11 октября 1941 года югославские коммунисты в Вардарской Македонии начали организовывать вооруженное восстание против своих болгарских оккупантов, начавшееся с нападения на местный полицейский участок в Прилепе. Восстание 11 октября положило начало войне за освобождение от фашистской оккупации, которая совпала с последующим подъемом Македонского коммунистического движения сопротивления в последующие годы, которое продолжалось до 1944 года.

## Празднование
Каждый год 11 октября здесь проходят официальные церемонии, публичные выступления и торжества по случаю Дня Македонского восстания. Существует также официальная награда под названием «11 октября».

## Разногласия
Прославление коммунистического партизанского движения стало одной из главных задач послевоенной Югославской политической пропаганды. После обретения Республикой Македонией независимости в 1990-е годы македонские историографы не стали пересматривать югославское коммунистическое прошлое. На самом деле, когда болгарская армия вошла в Вардарскую Македонию 19 апреля 1941 года, местные жители приветствовали солдат как освободителей. После этого местные коммунисты попали в сферу влияния Болгарской коммунистической партии. Однако после вторжения Германии в СССР в июне 1941 года Коминтерн в августе принял решение, и македонские коммунисты были присоединились обратно к Югославской Коммунистической партии. 11 октября было совершено нападение на болгарский полицейский участок в Прилепе. Единственной жертвой этого нападения стал местный полицейский, который был призван в болгарскую полицию. Вскоре после этого большинство ведущих югославских коммунистов были убиты или арестованы и заключены в тюрьму вплоть до государственного переворота в Болгарии в 1944 году. На протяжении 1942 года и большей части 1943 года сопротивление было слабым и малочисленным.